# Banca d'investimento
Una banca d'investimento comprende l'intera offerta di servizi finanziari rivolti ad aziende, istituzioni pubbliche ed istituzioni finanziarie. L'attività di una banca d'investimento è organizzata "a ombrello" in due macroaree:
- Finanziamento alle imprese;
- Servizi bancari d'impresa e investimento, che comprende a sua volta sei aree d'attività.

Una prima distinzione è che nella prima macroarea la banca utilizza le proprie risorse per offrire servizi, al contrario delle attività contenute nella seconda. Una singola istituzione può offrire servizi riferiti a entrambe le aree.
L'attività di investment banking si basa generalmente su servizi di consulenza legale, fiscale e finanziaria e di operazioni finanziarie di maggiore entità, come fusioni e acquisizioni, caratterizzate da alti costi fissi.

## Aree d'attività
Come anticipato, le aree d'affari di una banca d'investimento sono sette, di cui la prima costituisce una macroarea a sé stante di finanziamento alle imprese, le altre sei sono invece raggruppabili sotto la categoria dei servizi bancari d'investimento (corporate and investment banking)

### Finanziamento alle imprese
Il finanziamento alle imprese (corporate lending) si riferisce all'attività di prestito bancario. Le attività di prestito di una banca d'investimento si suddividono in:
- finanziamento commerciale (trade financing), per finanziare attività di import/export;
- finanziamento immobiliare (real estate financing);
- prestiti per finanziare i crediti e gestire i flussi di cassa (factoring & cash management financing);
- mutui o prestiti di medio-lungo termine (da 5 a 30 anni) (mortgages);
- finanziamenti ibridi tramite debito avente caratteristiche tipiche del capitale proprio di un'azienda (hybrid financing);
- finanziamenti dedicati ad aziende operanti in settori specifici (sector-specific financing).

### Servizi bancari d'impresa e investimento

#### Capital Markets
Capital Markets è l'attività relativa alla gestione degli strumenti finanziari emessi dai clienti della banca. Nelle attività di una banca d'investimento, gli strumenti finanziari si raggruppano in tre categorie: bonds, equities e derivati.
Gli strumenti possono essere gestiti in due "momenti":
- mercato primario, corrispondente all'emissione dello strumento, include quattro fasi: origination, arranging and advisory, selling and placing, underwriting; la banca riceve commissioni per la gestione di ogni singola fase;
- mercato secondario, che include ogni attività successiva all'emissione, nel particolare le cosiddette attività di:
  - dealing: vendita di strumenti in portafoglio, senza l'obbligo di rendere pubblico il prezzo in ogni istante;
  - brokerage: acquisto/vendita per conto di un qualunque altro soggetto;
  - market making: servizio relativo a un singolo strumento finanziario, consiste nell'impostare - in ogni momento - il "giusto prezzo" dei titoli, per favorire gli scambi ed aumentarne la liquidità.

#### Finanza d'impresa
La finanza d'impresa include ogni tipo di supporto finanziario dato ad un'azienda per supportare le sue decisioni strategiche di crescita o di turnaround. L'area di finanza d'impresa si suddivide in due sottoaree, ciascuna delle quali include diversi tipi di attività:
- Fusioni, acquisizioni, joint ventures, scorpori, suddivisioni.
- Ristrutturazione aziendale (nel caso di un'impresa che attraversa una crisi economica -non produce profitti- o di liquidità -non è in grado di pagare i debiti-). Le crisi aziendali, nella prospettiva di una banca d'impresa, sono risolvibili in due modi:
  - by law: cioè in tribunale (una scelta più frequente nei Paesi Anglo-Sassoni che adottano la common law, che richiede meno tempo rispetto ai Paesi con sistema Civil law come l'Italia);
  - out of law: cioè ogni attività che escluda il ricorso a un tribunale; queste attività si raggruppano in:
    - liability side deals (operazioni sulle passività): includono la ristrutturazione del debito e la trasformazione del debito in equity (scelta di tipo "ultima spiaggia");
    - asset side deals (operazioni sulle attività): includono la vendita di immobilizzazioni (di solito immobili o non-operating assets), il factoring (cessione dei crediti in cambio dei servizi del factor) e la securitization (o "cartolarizzazione", cessione di attività a una SPV, la quale emette obbligazioni per finanziarne l'acquisto).

#### Private equity
Private equity: si riferisce all'investimento in un'azienda target non quotata in borsa (quindi non public), dove per "investimento" s'intende il finanziamento dell'azienda per ottenerne un profitto nel lungo periodo, quindi tenendo l'entità nel proprio portafoglio investimenti (contrariamente all'attività di dealing che presuppone compravendite per ottenere profitti sulle vendite nel breve periodo).
Dal momento che la società target non è quotata, l'investment bank deve superare le problematiche relative alla definizione del prezzo e alla liquidità (minore facilità nel monetizzare le quote societarie). Inoltre la banca deve scegliere se operare un investimento di maggioranza, concentrandosi attivamente sulla gestione aziendale, o di minoranza. Infine, la banca deve selezionare la fase del ciclo di vita della società target in cui sembra più opportuno investire.

#### Finanza strutturata
Finanza strutturata: creazione di operazioni che sono in grado di auto-finanziarsi. Queste operazioni fanno spesso ricorso a "società veicolo" (SPV, Special Purpose Vehicle o SPE, Special Purpose Entity), e sono classificabili in:
- Project finance: progetti importanti e molto rischiosi ma di cui è facile prevedere il cash flow, realizzabili tramite la costituzione di una SPV di cui il progetto stesso è l'attivo patrimoniale;
- Leveraged acquisitions: operazioni tecnicamente simili al project finance, dove la SPV è costituita con lo scopo di acquisire un'altra azienda, la quale finirà nel suo attivo ad acquisizione completata;
- Securitization: come già detto, è l'acquisto di asset aziendali da parte della banca tramite una SPV, a condizione che la gestione sia in grado di portare gli asset a generare dei flussi di cassa.

#### Gestione del capitale
La gestione dei capitali di aziende, istituzioni o privati (asset management) si divide in:
- financial asset management, tipicamente la gestione di denaro e circolante;
- non-financial asset management, ad es. immobili, patrimoni artistici...

Anche nell'asset management si fa spesso ricorso a società-veicolo per aggirare eventuali problemi di fiscalità o di rischio.

#### Gestione del rischio
La gestione del rischio (Risk management) è l'offerta di servizi finanziari volti a limitare il rischio del cliente, sia esso di natura industriale o finanziaria (legato alla volatilità dei prezzi).
Gli strumenti di limitazione del rischio sono di due tipi:
- Derivati
- Contratti assicurativi

## Strategie delle banche d'investimento
Avendo presenti le aree di attività in cui è possibile operare, le banche d'investimento devono prendere scelte strategiche relative ad altri due aspetti:
- clienti: la scelta di servire aziende, istituzioni pubbliche o istituzioni finanziarie. Le aziende sono solitamente classificate per fatturato:
  - piccole imprese: fatturato inferiore a 20 milioni di euro;
  - medie imprese: indicativamente tra i 50 e gli 200 milioni di euro di fatturato;
  - grandi imprese: solitamente nell’ordine dei miliardi di euro di fatturato (nel mercato USA le soglie sono più alte).
- mercati: la scelta della nazione o area geografica (o settore) in cui operare.

Dalle scelte effettuate a livello di clienti, prodotti e mercati emergono diverse strategie, che riflettono le tendenze negli affari di una banca d'investimento. Queste strategie prendono l'etichetta di:
- strategia globale: implica la vendita di tutti i servizi a tutte le tipologie di clienti e in tutti i mercati scelti. Vi rientrano i più importanti gruppi bancari:
  - banche americane: non offrono servizi di retail banking. Vi rientrano Merrill Lynch, Morgan Stanley, Goldman Sachs;
  - grandi conglomerati: offrono anche servizi di retail banking, come Citigroup e JPMorgan Chase;
  - banche universali europee: ad es. Deutsche Bank, Credit Suisse e UBS;
  - banche universali giapponesi: ad es. Mitsubishi e Nomura.
- strategia internazionale: le banche che seguono questa strategia focalizzano la propria attività su un portafoglio che include diversi mercati e aree, non tutti quelli disponibili, ma con l'ambizione di passare ad una strategia globale. Spesso questo obiettivo viene perseguito tramite un'aggressiva politica di fusioni e acquisizioni di altri gruppi bancari. Vi rientrano, tra le americane, Lehman Brothers o meglio vi rientrava prima del suo fallimento nel 2008, mentre tra le europee BNP Paribas, Barclays, UniCredit, BBVA e Banco Santander.
- strategia locale: le banche che seguono una strategia locale si concentrano solo su un mercato o un numero ristretto di mercati. Tra questi attori menzioniamo Intesa Sanpaolo e Crédit Agricole S.A..